# Cowgirl - Il nuovo sesso
Cowgirl - Il nuovo sesso (Even Cowgirls Get the Blues) è un film del 1993 diretto da Gus Van Sant, basato sul romanzo cult degli anni settanta Il nuovo sesso: Cowgirl di Tom Robbins.

## Trama
Sissy Hankshaw è nata con due enormi pollici. Grazie alla sua peculiarità passa gran parte della sua vita viaggiando in autostop da una costa all'altra degli Stati Uniti. Uno dei suoi viaggi la conduce a New York, dove Sissy si guadagna da vivere come testimonial della casa di cosmetici Yoni Yum, fondata dall'eccentrico travestito La Contessa. Entro il suo entourage l'anticonformista Sissy finisce per trovare l'amore in Bonanza Jellybean, cowgirl che insieme ad altre ragazze gestisce il Rubber Rose Ranch, di proprietà di La Contessa. Sissy si unisce alle altre cowgirl, come lei insofferenti alle regole e all'autorità. Con loro intraprende uno scontro con il loro capo misogino e contro il governo, che pretende la restituzione di alcune cicogne americane, fermatesi nel laghetto del Ranch durante la loro migrazione e drogate dalle ragazze per non ripartire.